# Pinkydrink
Pinkydrink är benämningen på den dryck som svenska soldater bjuds på i samband med att de inleder sin så kallade mission, det vill säga sin period i utlandstjänst då de löser av föregående militära förband. Drinken kan därvid sägas utgöra en del av en övergångsrit. Av tradition är drinkens innehåll omhöljt med mystik.
I verkligheten bygger den ofta på någon lokal spritsort, om sådan går att få tag på, blandad med kryddor, till exempel salt, peppar och citron. Drinken skall normalt sett vara ganska svårdrickbar.